# Pacu
Pacu é o nome geral dado a várias espécies de peixes caracídeos da família Myleinae.
São típicos do pantanal do Mato Grosso do Sul e Mato Grosso, dos rios amazônicos e bacia do Prata, e originários dos rios Paraná, Paraguai e Uruguai. Alimenta-se de frutos, caranguejos e de detritos orgânicos encontrados na água. Atinge 25 kg de peso, comum até 8 kg. São praticadas duas formas diferentes de pesca: na vara de bambu, fisgada com frutos (tucum, laranjinha ou jenipapo) ou pesca apoitada com isca de caranguejo.

## Etimologia
Pacu veio do tupi *paku. O nome é escrito com asterisco por ser de existência hipotética, já que não consta em documentos antigos.

## Géneros de pacus
- Acnodon
- Colossoma
- Metynnis
- Mylesinus (Mylopus)
- Myleus
- Mylossoma
- Ossubtus
- Piaractus
- Tometes
- Utiaritichthys

## Espécies
O termo pacupeba (pacu-peba, pacu-peva) podem se referir às espécies Mylossoma duriventre, Myleus pacu e outras.
Pacu-caranha: originário,  principalmente, dos rios Paraguai e Paraná, desde Entre Rios (província Argentina) até a represa de Itaipu:   Piaractus mesopotamicus = Colossoma mitrei.
Tambacu ou paqui: Híbrido entre Colossoma macropomus e Colossoma mitrei. Tanto o tambaqui, quanto o pacu-caranha e seus híbridos foram introduzidos em diversos rios do país, como em partes da bacia do Rio Paraná no Estado Rio de Janeiro, onde só existiam espécies menores de pacu, como o pacu-peba. No Brasil, essas espécies povoam a maioria dos lagos de pesque-pague e pesca esportiva, devido à sua grande resistência e por serem bem competitivos.
Pacu-prata: Em inglês chamado de Silver dollar é também chamado de pacu-peba (Myleus tiete).